# Istrebljivač
Istrebljivač (eng. Blade Runner) je slavni američki ZF noir film iz 1982. koji govori o detektivu Deckardu koji u budućnosti proganja odbjegle replikante, umjetna bića stvorena na naličje ljudi. Film je režirao Ridley Scott prema romanu "Sanjaju li androidi električne ovce?" slavnog pisca Philipa K. Dicka. 
Blade Runner je učvrstio zvjezdani status Harrisona Forda i iako nije doživio komercijalni uspjeh pri premijeri, njegov je ugled s vremenom rastao tako da se danas smatra jednim od najboljih ZF filmova uopće. Njegove teme obrađuju polemike o individualnosti života i egzistencije. Blade Runner se nalazi i na listi 250 najboljih filmova kinematografije na stranici IMDb.com.

## Filmska ekipa
Režija: Ridley Scott
Glume: Harrison Ford (Rick Deckard), Sean Young (Rachael), Rutger Hauer (Roy Batty), Edward James Olmos (Gaff), Daryl Hannah (Pris), M. Emmet Walsh (Bryant) i drugi.

## Produkcija
Producent Michael Deeley se počeo zanimati za scenarij Hamptona Fanchera zvan "Adroid" (kasnije je preimenovan u "Opasni dani"). Deeley je uvjerio redatelja Ridleyja Scotta da snimi svoj prvi američki film uz pomoć Fancherova scenarija. Scott je jednom odustao od projekta, ali nakon što je napustio sporu produkciju filma "Dina – pješčani planet", htio je brži projekt kako bi zaboravio na nedavnu smrt svojeg starijeg brata. 21. veljače 1980. se priključio projektu te dobio obećanje od tvrtke Filmways da će dobiti budžet između 13 i 15 milijuna $. 
Scott je htio bolji naslov za film pa je izabran naslov "The Bladerunner", po romanu Williama S. Burroughsa i Alan E. Noursea. Ubrzo su se otkupila prava na taj naslov. Kasnije je Scott bio nezadovoljan scenarijem pa je pozvao Davida Peoplesa  da ga prepravi. Fanchera je to razljutilo te je napustio projekt 20. prosinca te godine. Ipak, kasnije se vratio i bio jako zadovoljan izmjenama Peoplesa, koji je postao njegov prijatelj. 2.5 milijuna $ uloženo je u pretprodukciju, ali je onda iznenada Filmways odustalo od financijske potpore. Za 10 dana Deeley je osigurao 21.5 milijuna $ od studija The Ladd Company, Sir Run Run Shaw (iz Hong Konga) i Tandem Productions. To će se kasnije pokazati problematičnim zbog svađa oko prava na "Posebno izdanje" filma. Philip K. Dick, autor romana "Sanjaju li androidi o električnim ovacama?" po kojem je napisan scenarij, se žalio da ga nitko nije informirao o filmu. Ipak, kasnije je vidio grubu verziju filma, prije svoje rane smrti, i bio jako zadovoljan rezultatom.
Blade Runner puno duguje klasiku "Metropolis (1927)" Fritza Langa  Arhivirana inačica izvorne stranice od 21. lipnja 2008. (Wayback Machine), a Scott tvrdi da je i slika "Nighthawks" Edwarda Hoppera izvršila utjecaj na njega, kao i strip "The Long Tomorrow" Dana O’Bannona, kojeg je ilustrirao Moebius. Scott je unajmio i konceptualnog umjetnika Syd Meada za rad na filmu. Moebius je dobio ponudu da radi na filmu, ali je odbio kako bi mogao raditi na animiranom filmu Les Maitres du temps Renea Lalouxa – odluka koju je kasnije požalio. Lawrence G. Paull (produkcijski dizajn) i David Snyder (umjetnički redatelj) su ostvarili skice Scotta i Meada. Snimanje filma počelo je 9. ožujka 1981. Paul M. Sammon je dobio zadatak od Cinefantastique napraviti poseban članak o snimanju Blade Runnera, što je kasnije proširio u knjigu "Future Noir: The Making of Blade Runner", koja se često spominje kao "Biblija Bladea Runnera". Knjiga ne podastire samo evoluciju nastanka filma, nego i poteškoće i odnose na setu.

## Radnja
Los Angeles, 2019. Grad je prenapučen i prljav. Na drugim planetima se formiraju kolonije tzv. "replikanata", androida koji su stvoreni od korporacije Tyrell na sliku i priliku ljudi i koji s vremenom razvijaju vlastite osjećaje, pa su stoga programirani da žive samo 4 godine. Replikanti su snažniji od ljudi te im je ugrađena lažna memorija na djetinjstvo kako bi ostali duševno uravnoteženi i u blaženom neznanju mislili da su pravi ljudi. Njima je zabranjeno stupiti nogom na Zemlju te stoga postoji posebna policijska organizacija, Blade Runner, koja likvidira odmetničke replikante. U toj organizaciji radi i Rick Deckard, koji dobije zadatak likvidirati par replikanata koji su sletjeli u grad i ubili par ljudi, a koje predvodi Roy Batty. 
Tijekom svojeg istraživanja Deckard se zaljubi u replikanticu Rachael te počnje sumnjati u svoju misiju. U međuvremenu odbjegli replikanti upadaju u Tyrell korporaciju i zahtijevaju od svojeg stvoritelja znanstvenika da im produži život i objasni njihovu egzistenciju. No on to ne može, pa ga oni ubiju. Deckard ubija dva replikanta, Rachael trećeg. Na kraju Deckard i Roy upadnu u dramatičan dvoboj. Roy pobijedi, ali spasi Deckardov život prije nego što je njegovo vrijeme isteklo i ispusti goluba prije nego što umre. To iznenadi Deckarda koji stekne veliko poštovanje prema njemu te pobjegne s Rachael živjeti u prirodu; (u "redateljskoj verziji" film završava otvoreno, kako Deckard i Rachael ulaze u dizalo, te kako Deckard pronalazi figuricu jednoroga od svojeg kolege zbog čega se zapita je li i on replikant pošto je te noći sanjao o jednorogu).

## Nagrade
- 2 nominacije za Oscara ( najbolja scenografija, specijalni efekti).
- Osvojene 3 BAFTA-e (najbolja fotografija, kostimi, scenografija) i 5 nominacija (najbolja montaža, šminka, glazba, zvuk, specijalni efekti).
- Nominacija za Zlatni globus (najbolja glazba).

## Teme i analiza
Blade Runner sadrži puno skrivenih tema i motiva u svojoj priči. Jedna od njih je i debata o ukorijenjenosti rasizma u društvu pošto su replikanti bića drugog reda, iako su praktički identični ljudima. Film se pita je li ispravno i etički postupati s njima kao s objektima bez prava i programirati ih da žive samo 4 godine iako i oni imaju svoje osjećaje i ambicije. Slogan Tyrell korporacije glasi da su replikanti "čovječniji od čovjeka", što bi zapravo trebalo značiti da su, ironično, oni bolji nego što će ljudi ikada biti. Navodno se replikanti prepoznaju po tome što ne posjeduju empatiju, no to se opovrgava u nekim scenama, npr. kad Roy spasi Deckarda na kraju. Kraj u redateljskoj verziji još više briše granice ljudi i replikanata.
Druge teme koje izviru iz radnje su paranoja likova, odbacivanje i preispitivanje utjecaja višeg autoriteta te zamjena stvarnosti imitacijama u budućnosti zbog čega se protagonisti počnu pitati što je stvarno a što ne, nemajući ništa što bi moglo potvrditi da su njihova sjećanja zapravo usađena. Tu su i religiozne konotacije; u jednoj sceni replikanti predvođeni Royom upadaju u Tyrell korporaciju i traže od zaposlenika, njihovog "stvoritelja", odgovore na neka pitanja i poboljšanje i produženje života, no on im to ne može učiniti, čime se izvode paralele s Bogom i njegovom kreacijom čovjeka. Isto tako, film je i predvidio razvoj kloniranja u budućnosti.

## Zanimljivosti
- Dustin Hoffman je bio prvotni izbor za glavnu ulogu, iako se je pitao zašto su ga zamolili da igra "macho ulogu". Hoffman se zanimao za projekt, ali je htio promijeniti lik Deckarda, pa su se producenti odlučili da glavnu ulogu igra Harrison Ford.
- Deborah Harry je bila prvotni izbor za ulogu Pris.
- Snimanje filma je navodno bilo toliko naporno da su članovi ekipe zamrzili Ridleyja Scotta. Čak je i Harrisonu Fordu snimanje ostalo u lošem sjećanju. S obzirom na okolnosti snimanja, koje su bile vrlo teške i zahtjevne, filmu su dali i šaljivi naziv "Blood Runner".
- U sekvenci u kojoj se Deckard i Gaff u vozilu približavaju policijskoj stanici, model Millenium Falcona iz serijala "Zvjezdani ratovi" je maskiran kao zgrada i može se vidjeti na lijevoj strani ekrana. I model svemirskog broda iz filma "Tamna zvijezda" se može naći maskiran kao zgrada.
- U prvotnom scenariju se spominjalo šest replikanata. Šesti se zvao "Mary", ali je izbačen zbog ograničenosti budžeta i vremenskog rasporeda. To je rezultiralo nelogičnostima jer lik Bryant spomene Deckardu da je pobjeglo šest replikanata, ali da je jedan ubijen od "električne ograde", što bi značilo da ih je ostalo pet. No, u filmu ih je prikazano samo četiri. Stoga su neki razvili teoriju da je sam Deckard peti replikant.
- Daryl Hannah nije mogla izvesti svoje vlastite kaskaderske pokrete u sceni u kojoj Pris napadne Deckarda, pa je unajmljena gimnastičarka. No, ona je vježbala sa Scottom scenu toliko dugo da je bila potpuno iscrpljena učiniti bilo što kada se trebalo snimati, pa je unajmljen muški gimnastičar.
- Kada Gaff razgovara s Deckardom u japanskom restoranu govori dijelom mađarski jezik. Govori; "Azonnal kövessen engem!", ("Slijedi me smjesta!"), te "Lófasz", što znači nešto vrlo nepristojno (dosl. "konjski k..."). Kasnije izjavi i rečenicu "Nehogy mar, te vagy a Blade Runner!", što prevedeno znači "Nemoguće, ti si Blade Runner!". Nakon toga počne govoriti drugim jezikom. Navodno je gledateljima u Mađarskoj to urnebesna sekvenca.[1]
- Ovo je bio prvi film koji je izdat u "redateljskoj verziji" po originalnoj viziji redatelja.
- Godine 2004. "The Guardian" je izveo studiju sa 60 znanstvenika koji su film Blade Runner proglasili najboljim ZF filmom.
- Rutger Hauer je djelomično improvizirao svoj završni govor.
- Rachel, Holden i Pris puše "Boyrd" cigarete, porijeklom iz Francuske.
- Godine 2000. je izjavio Ridley Scott da je Deckard replikant. Ford se nakon toga naljutio i izjavio "Dogovorili smo se da on definitivno nije replikant".
- U jednom trenutku svaki replikant ima crvenu iskru u očima (Rachael u Deckardovom stanu, Pris u Sebastianovom). I Deckard ima istu svjetlost kada razgovara s Rachael u svojem stanu.

## Redateljska verzija 1992.
Warner Brothers je odlučio dopustiti "redateljsku verziju" filma prema Scottovim željama 1992. Unajmili su Michaela Aricka, restauratora filmova, koji je proveo par mjeseci u Londonu s Lesom Healeyjom, pomoćnim montažerom Blade Runnera. Dobio je i listu želja od samog Scotta. Tri bitne promjene dodane su u filmu; izbačena je Deckardova naracija i sretni kraj u kojem se Deckard i Racheal zajedno voze autom negdje u prirodi, a dodana je sekvenca sna junaka u kojoj jednorog trči kroz šumu (pošto kasnije na kraju nađe figuricu jednoroga od svojeg koelge, implicira se da je ovaj znao njegov san i da je i sam Deckard replikant). Scott je bio zadovoljniji verzijom iz 1992., koja je između ostalog igrala i u kinima Hrvatske, ali ne i potpuno zadovoljan. 2001. je konačno napravio zadnju verziju, koju je ovog puta osobno nadgledao. Film je trebao tada biti pušten na DVD-u kao "posebno izdanje", no pojavili su se sukobi oko prava na distribuciju. Warner Brothers je objavio da je u međvremenu izgladio nesuglasice te je film kao "završni rez" izdan krajem 2007. Digitalno remasteriran pod nadzorom Ridleya Scotta, izdan je na DVD, HD DVD i Blu-ray medijima, dostupni i kao posebna "Collectors Edition" izdanja s po 5 diskova u paketu.

## Kritike
Iako je pri premijeri film polarizirao mišljenja kritičara, s vremenom je njegova reputacija jako narasla tako da ga danas većinom svi hvale. Christopher Null u svojoj je recenziji napisao: "Rijetko remek-djelo i ZF i film noir žanra, Blade Runner tjera vas da razmišljate, preispitujete prezentiranu stvarnost i da se vraćate i gledate film opet i opet. On samo postaje bolji s godinama". Alex Isohpe je ustvrdio: Blade Runner je briljantna analiza ljudskog roda, našeg razvoja i evolucije. Orijentalna populacija u filmu nastanjuje Zemlju, a novi jezik je izmišljen. Svijet budućnosti je hladan, mračan i neprijateljski. To je vrijeme propadanja, straha, neona i obećanja o čistom zraku, plavoj vodi i zelenoj travi... Film zauzima mjesto usred tihog rata između ljudi i umjetnih ljudi. Kroz film, obje strane postavljaju si ista globalna, filozofska pitanja: "Tko sam ja? Kamo idem?" To vodi publiku da preispituje temelje čovječnosti. Što nas čini ljudima? Sjećanja? Misli? Ideje? Emocije? Je li uopće važno ako su oni umjetni? I ako jesu, jesu li stoga manje ljudi?... Ovo je jedinstven film, nevjerojatan na svakoj razini. To je proročanska i dirljiva priča koja stoji kao jedan od najoriginalnijih i najinteligentnijih ZF filmova ikad snimljenih".
Brian McKay je zaključio: "Mračno remek-djelo koje istražuje androidsko ropstvo i propadanje ljudskog stanja. Prizori futurističkog distopijskog Los Angelesa ostat će vam ukorijenjeni u sjećanje do kraja života". Roger Ebert je u svojoj prvotnoj recenziji iz 1982. filmu dao mlaku preporuku, primjećujući dosta mana, ali je promijenio svoje mišljenje kada je vidio "redateljsku verziju" i priznao film kao moderni klasik.

## Vanjske poveznice
- IMDb profil
- Recenzije na Rottentomatoes.com
- Blade Runner.it  Arhivirana inačica izvorne stranice od 25. rujna 2006. (Wayback Machine)
- Filmsite.org
- Analiza filma